# 基姆雷
56°52′N 37°21′E / 56.867°N 37.350°E
基姆雷，是俄羅斯特維爾州的一個城市，位於州的東南邊緣，臨伏爾加河。2002年人口53,650人。
1546年首見於文獻，以製鞋和貿易聞名（市徽上的鞋是為見證）。1917年設市。

## 著名人物
- 亞歷山大·法捷耶夫（作家）